# 片品川
片品川（かたしながわ）は、群馬県北東部を流れる利根川水系の一級河川。

## 地理

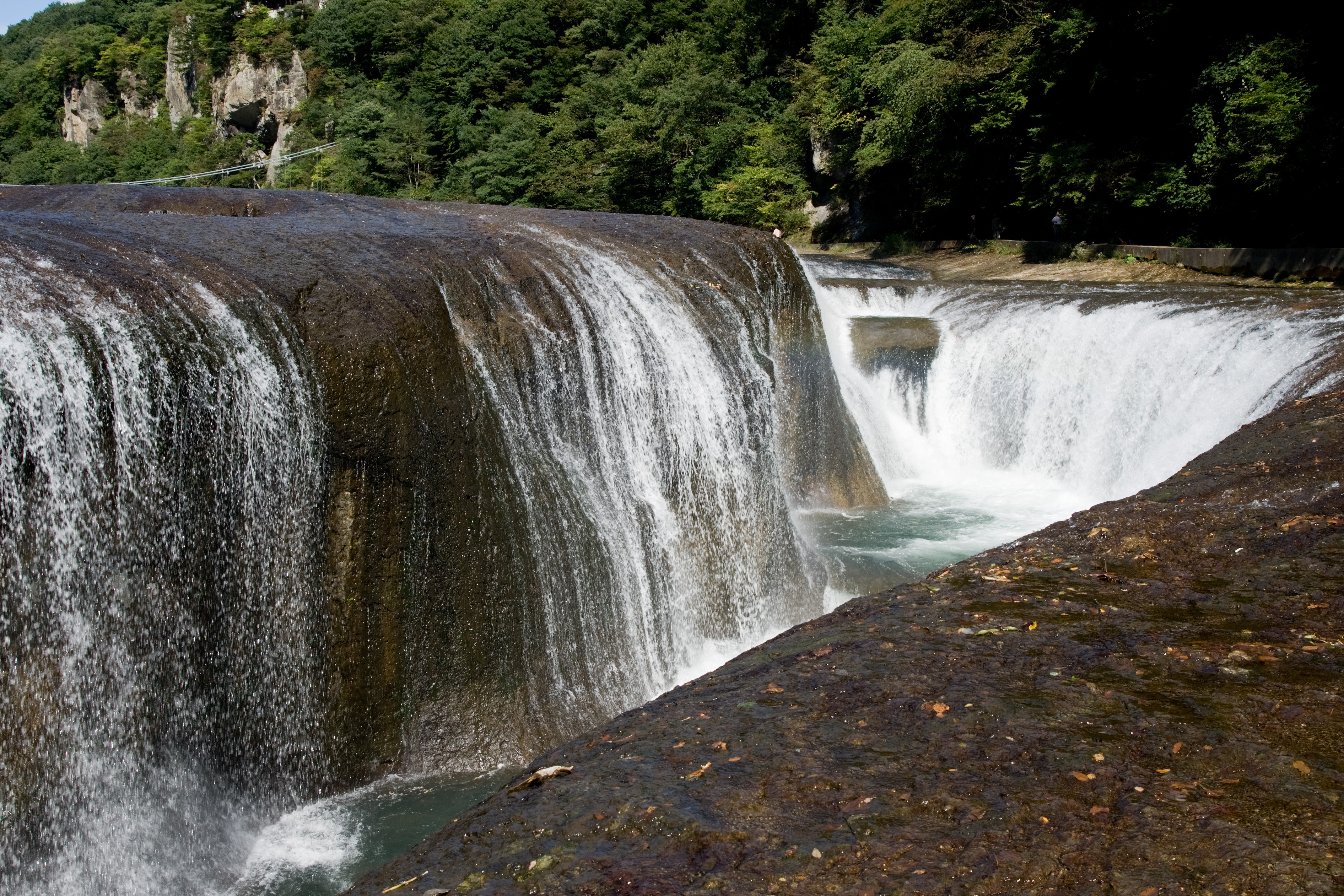
吹割の滝

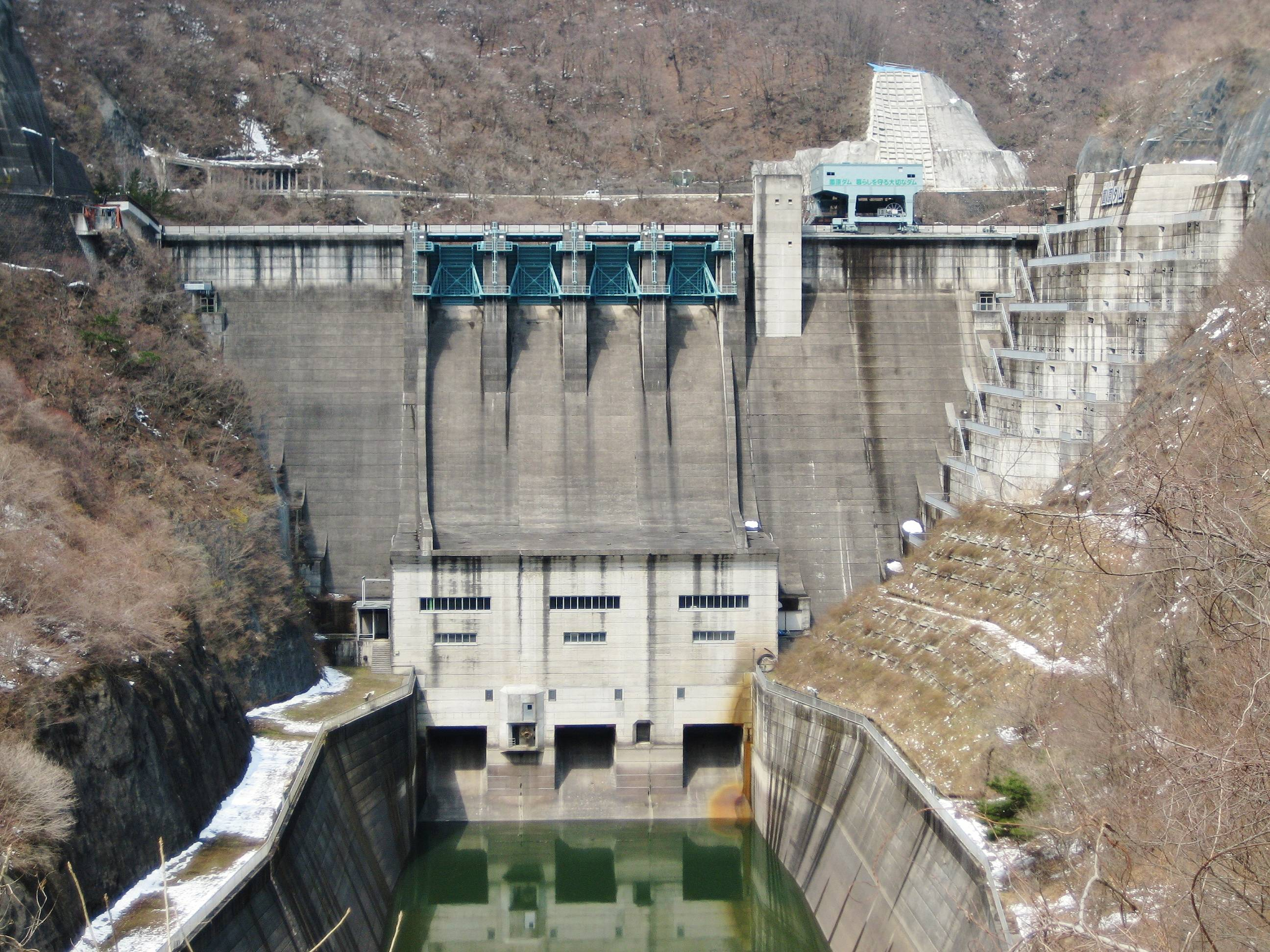
薗原ダム

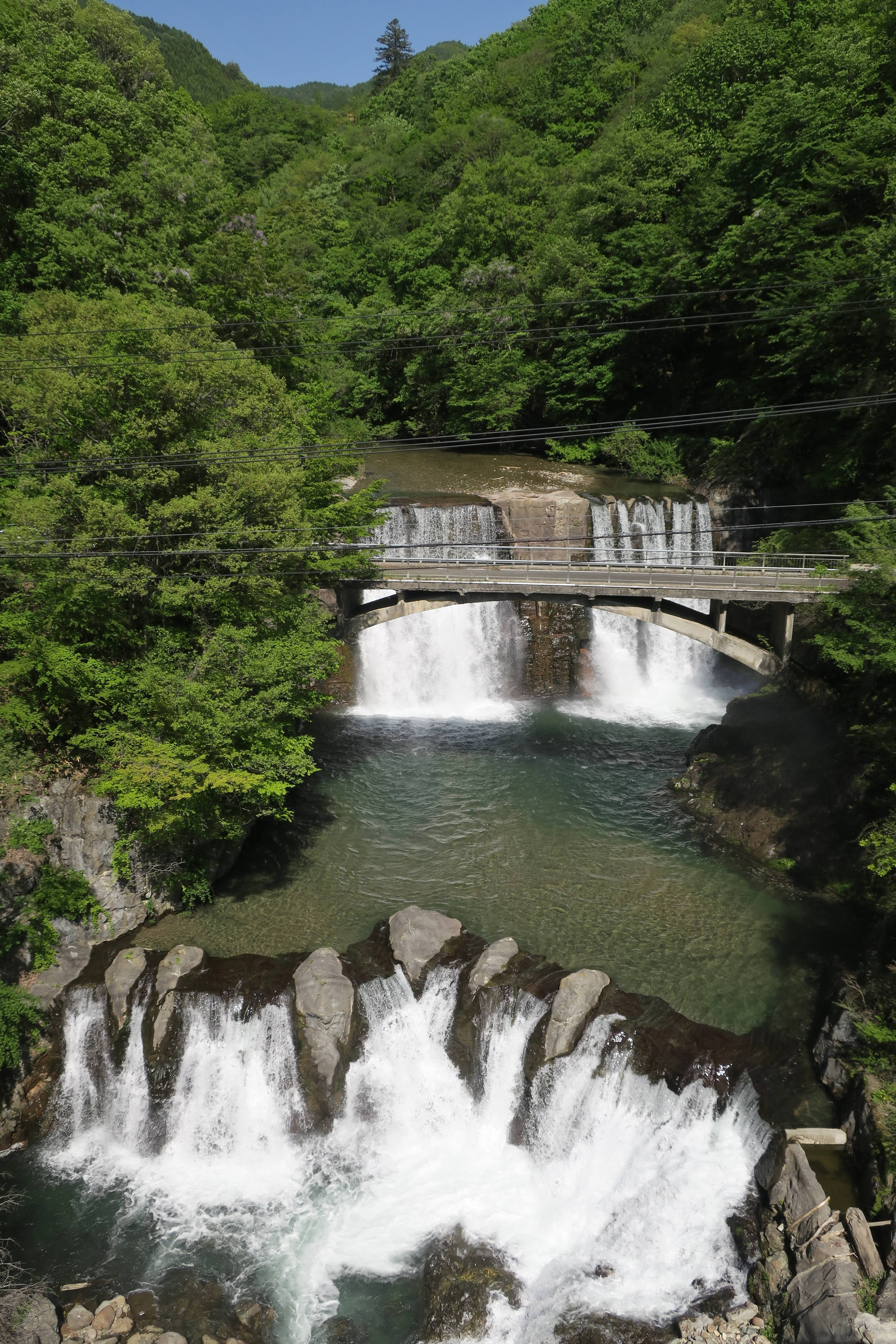
片品上流砂防堰堤

群馬県と栃木県と福島県の境界に位置する黒岩山に源を発し、片品村を概ね南西方向に流れ、沼田市新町で利根川に合流する。全長60.8km。本流沿いの会津沼田街道は会津に通じ、尾瀬への通路をなす。支流の小川筋は金精峠を経て日光に通じ、菅沼、丸沼 、大尻沼がある。中流部には吹割渓谷（片品渓谷）および吹割の滝（国の天然記念物および名勝）、老神温泉、薗原ダム（薗原湖）などがあり、下流部は赤城山北麓と沼田盆地の間を西流し、河岸段丘が発達する。本支流に十余りの発電所がある。発電目的で1949年に完成した阿賀野川水系の尾瀬沼から片品川水系に向けて三平峠の下を隧道で抜ける導水路がある。

## 支流

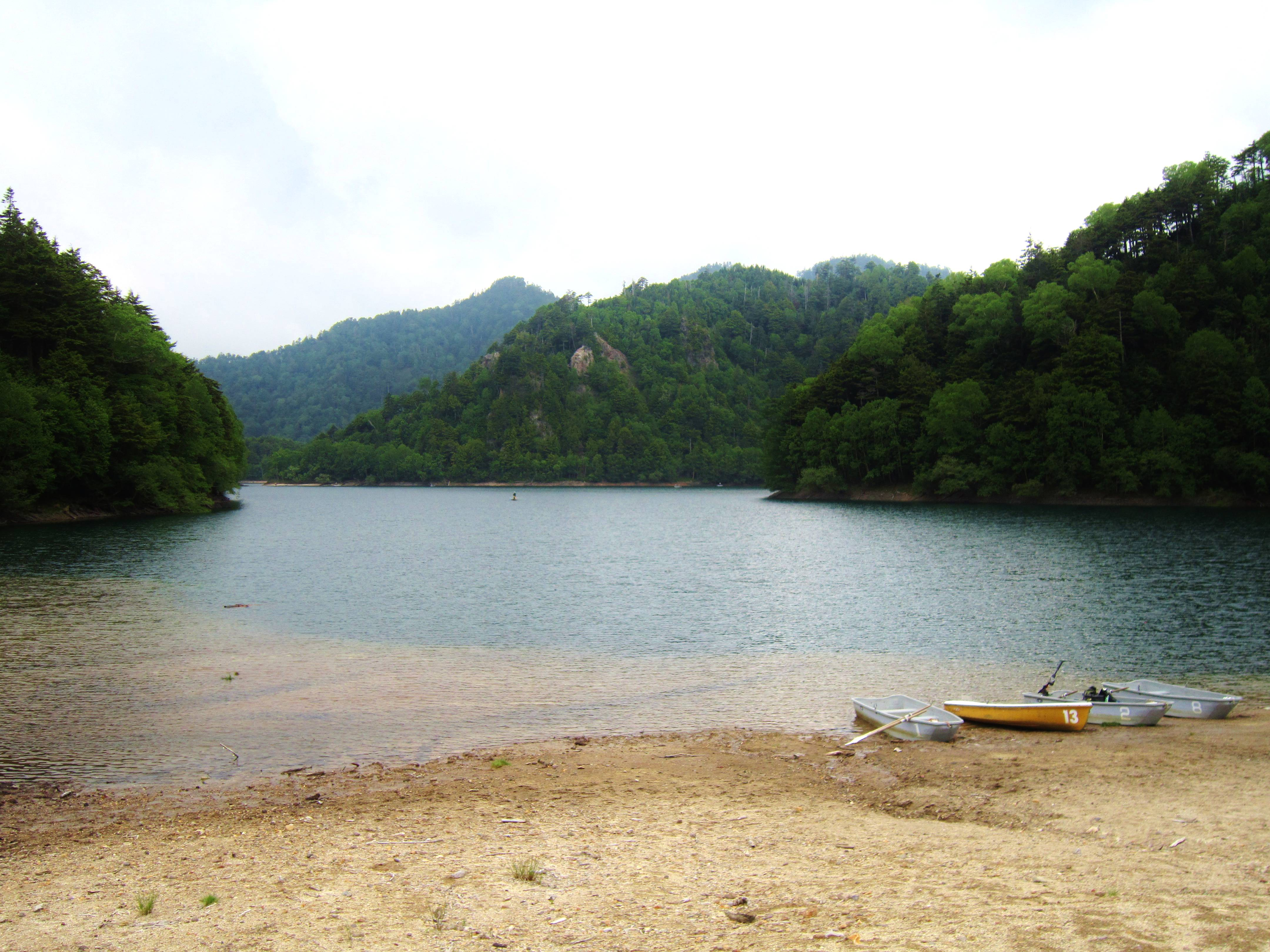
菅沼（小川筋）

- 中岐沢
- 一ノ瀬川
- 笠科川
- 車沢
- 小川
- 不動沢
- 大立沢川
- 塗川
- 泙川
- 栗原川
- 根利川
- 赤城川

## 橋梁
- 名称不明（奥鬼怒林道）
- 戸倉大橋（国道401号）
- 尾瀬古仲橋（国道401号）
- 太田橋（国道401号）
- 御座入橋
- 新摺渕橋
- 幡谷橋（群馬県道64号平川横塚線 ）
- 吹割大橋（国道120号）
- 名称不明
- 牧水橋
- 大楊橋
- 名称不明
- 島古井橋
- 薗原橋
- 赤城根橋（群馬県道62号沼田大間々線）
- 輪組大橋
- 文化橋
- 萬延橋（群馬県道255号下久屋渋川線）
- 片品川橋（関越自動車道）
- 二恵橋（群馬県道251号沼田赤城線）
- 君河原橋